# كين كاربنتر (صحفي رياضي)
كين كاربنتر (بالإنجليزية: Ken Carpenter)‏ هو صحفي رياضي أمريكي، ولد في 21 أغسطس 1900 في أفون في الولايات المتحدة، وتوفي في 16 أكتوبر 1984 في سانتا مونيكا في الولايات المتحدة.

## وصلات خارجية
- كين كاربنتر على موقع IMDb (الإنجليزية)
- كين كاربنتر على موقع ميوزك برينز (الإنجليزية)
- كين كاربنتر على موقع ديسكوغز (الإنجليزية)
- كين كاربنتر على موقع قاعدة بيانات الفيلم (الإنجليزية)